# شابدن
شابدن (به انگلیسی: Shobdon) یک محله مدنی و روستا در بریتانیا است که در هرفوردشر واقع شده‌است. شابدن ۸۱۶ نفر جمعیت دارد.